# WAT
WAT er en forkortelse for Windows Activation Technology. Det er den teknologi som vil forsøge at "aktivere" en PC installeret med Microsoft Windows efter kort tid. Det fungerer også som en slags tæller der hvis man gen-instalerer en PC mere end 3 gange med samme software, så vil Microsoft erklære nøglen for brugt og ugyldig og man må herefter købe den samme vare igen[kilde mangler]. Microsoft begrunder denne de-aktiveringen med at man måske er blevet offer for software pirateri og at man bør søge erstatning hos den leverandør hvor man oprindeligt købte softwaren eller maskinen.